# Prohylus phanthasma
Prohylus phanthasma là một loài bọ cánh cứng trong họ Cerambycidae.